# Lúcio Júlio Julo (tribuno consular em 438 a.C.)
Lúcio Júlio Julo (em latim: Lucius Iulius Iullus) foi um político da gente Júlia nos primeiros anos da República Romana cônsul em 430 a.C com Lúcio Papírio Crasso. Antes disso, já havia sido tribuno consular em 438 a.C., com Mamerco Emílio Mamercino e Lúcio Quíncio Cincinato. Era filho de Vopisco Júlio Julo, cônsul em 473 a.C. e, provavelmente, irmão de Sexto Júlio Julo, tribuno consular em 424 a.C..

## Tribuno consular
Lúcio Júlio foi eleito tribuno consular com Lúcio Quíncio, que era filho de Cincinato, o ditador do ano anterior, e Mamerco Emílio. Durante seu mandato, a colônia de Fidenas (em latim: Findenae) se revoltou contra os romanos, expulsando a guarnição local e se aliando ao rei de Veios, Tolúmnio, assassinando depois os emissários enviados por Roma.

## Mestre da cavalaria
Em 431 a.C., foi nomeado mestre da cavalaria (em latim: magister equitum) pelo ditador Aulo Postúmio Tuberto na campanha contra os volscos e équos, que resultou na enésima vitória contra eles pelos romanos, celebrada em um triunfo na cidade.

## Consulado
No ano seguinte, foi nomeado cônsul com o colega Lúcio Papírio, já em seu segundo consulado. Neste ano foi firmada uma trégua de oito anos com os volscos.